# 391. strelska divizija (ZSSR)
391. strelska divizija (izvirno rusko 391. стрелковая дивизия; kratica 391. SD) je bila strelska divizija Rdeče armade v času druge svetovne vojne.

## Zgodovina
Divizija je bila ustanovljena septembra 1941 v Alma Ati.